# نصرت آباد (مقاطعة دليجان)
نصرت‌آباد (بالفارسية: نصرت‌آباد) هي قرية تقع في مركزي في إيران.